# Batalla de Al Yaarubiyah (octubre de 2013)
La Batalla de Al Yaarubiyah fue un conflicto armado acaecido en octubre de 2013 en la localidad de Al-Yaarubiyah, ubicada en la frontera entre Siria e Irak. El Partido de la Unión Democrática (PYD) kurdo y sus aliados las YPG e YPJ, respaldados por tribus árabes locales, atacaron dicha ciudad y se disputaron su control con una coalición de grupos islamistas liderada por el Frente Al-Nusra (rama siria de Al Qaeda) y el Estado Islámico de Irak y el Levante (EIIL). Tras cuatro días de combate, los yihadistas fueron derrotados y expulsados de Al Yaarubiyah.

## Trasfondo
La guerra llegó a al-Yaarubiyah a principios de 2013, cuando un grupo de locales formó Ahrar al-Jazeera e impulsaron una rebelión contra el gobierno central. El movimiento rebelde local no prosperó hasta la llegada de refuerzos de Ahrar al-Sham y Ghuraba al-Sham, que se hicieron con la ciudad en marzo de 2013. Los insurgentes no tardaron en disputarse el control de la localidad entre ellos y solo hicieron a un lado sus diferencias en julio de ese año, cuando estalló el conflicto entre las facciones rebeldes kurdas e islamistas en la Gobernación de Hasaka. Desde entonces, los grupos armados islamistas utilizaron al-Yaarubiyah como plataforma para atacar áreas en manos de las YPG. Los kurdos respondieron iniciando la Operación Revolucionaria Mártir Çekjin Efrin a principios de septiembre, en la que capturaron un número de localidades alrededor de al-Yaarubiyah.
Ahrar al-Jazeera cayó en desgracia y fue expulsado de la ciudad bajo acusaciones de corrupción. Para octubre, al-Yaarubiyah se encontraba en manos de cuatro grupos extremistas: el Frente al-Nusra, el EIIL, Ansar al-Khilafa y Liwa al-Tawhid wa al-Jihad. Se prohibió a los habitantes escuchar música, y se les impuso la obligación de ayunar y rezar, en tanto que los disidentes eran encarcelados o decapitados. Los precios de los alimentos crecieron y el combustible escaseó. Las medidas draconianas y los combates en la zona forzaron a buena parte de la población a huir hacia zonas controladas por las YPG. Tiempo después, una delegación de 90 notables de distintas tribus de al-Yaarubiyah pidieron a las YPG que desaloje a los rebeldes de la ciudad, cosa que la milicia kurda concedió.

## Desarrollo

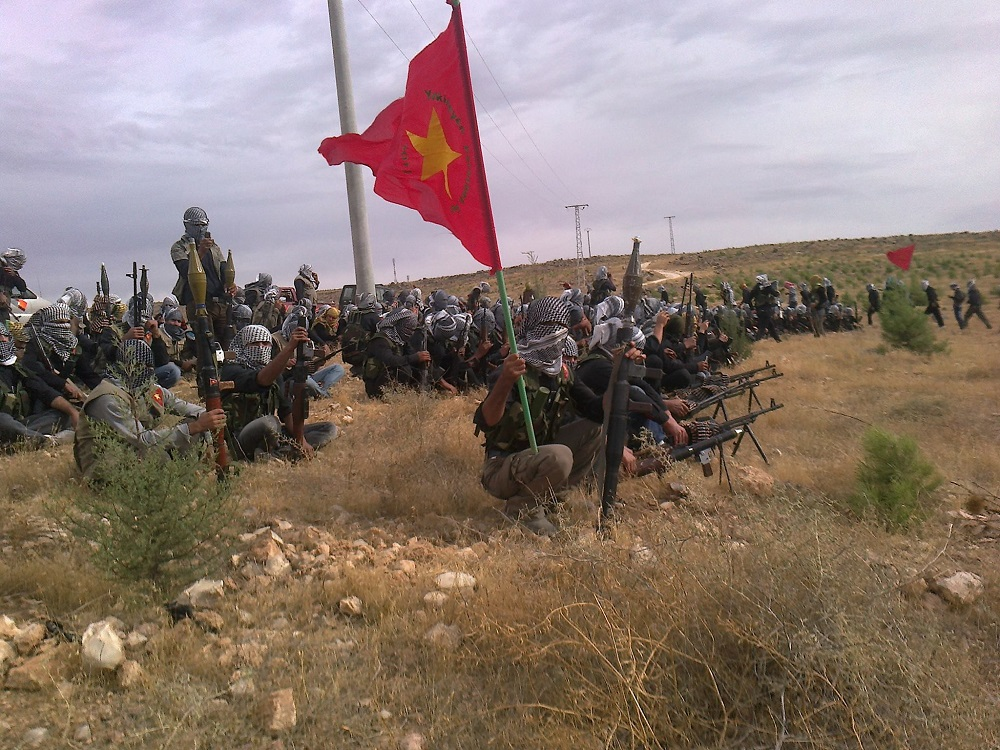
Combatientes de las YPG en 2013

El 23 de octubre, las YPG e YPJ lanzaron las operaciones Tırbespiyê y Mártires de Til Elo, con el fin de asegurar los alrededores de la ciudad. Para el día siguiente, las fuerzas kurdas y de la tribu Shammar, con apoyo de guías locales, se hicieron con cuatro pueblos y tres aldeas en las cercanías de al-Yaarubiyah.
En la noche del 25 de octubre, las milicias kurdas iniciaron un ataque a tres flancos en las afueras de la ciudad, capturando dos localidades estratégicas. La planta cementera local, que había sido utilizada como base de operaciones de los rebeldes, cayó en manos kurdas durante un segundo asalto en la madrugada del 26 de octubre, seguida del paso fronterizo hacia Irak al amanecer. Se reportó que nueve miembros de EIIL, tres de al-Nusra, y uno de las YPG murieron en combate. Tras esto, las YPG e YPJ lanzaron un ataque sobre la ciudad propiamente dicha. Los últimos focos de resistencia fueron derrotados el 27 de octubre, en tanto que las YPG afirmaron haber infligido importantes bajas a los yihadistas y capturado cinco tanques, así como grandes cantidades de armamento y municiones.
Luego de la captura de la ciudad, los rebeldes sirios acusaron al Ejército iraquí de haber intervenido en favor de las fuerzas kurdas. Esto fue negado por las autopridades iraquíes. El Ejército iraquí se limitó a reforzar la seguridad su lado de la frontera durante los combates para impedir que miembros de EIIL se retiraran hacia la Gobernación de Nínive. Sin embargo, funcionarios iraquíes admitieron que el Ejército habría prestado ayuda médica a los combatientes kurdos heridos.

## Consecuencias y reacciones
La captura de al-Yaarubiyah fue considerada como un éxito por el PYD, pero también fue celebrada por el Consejo Nacional Kurdo, rival político local del PYD. De manera análoga, los medios de comunicación afines a Damasco se mostraron satisfechos ante la derrota islamista. Sin embargo, la Coalición Nacional para las Fuerzas de la Oposición y la Revolución Siria (CNFORS), otra coalición opositora siria y también rival del PYD, condenó la expulsión del Ejército Libre Sirio de la ciudad, pese a que no hubo presencia alguna del ELS durante la batalla. Ahrar al-Jazeera, en cambio, tomó una postura intermedia y denuncuó la supuesta invasión iraquí de al-Yaarubiyah al tiempo que intentaba negociar un reparto de poder con las YPG.
Mientras tanto, las YPG continuaron avanzando por los alrededores, y el 30 de octubre lograron rodear a los elementos de Liwa al-Tawhid wa al-Jihad que habían sobrevivido a la batalla. En consecuencia, buena parte del grupo yihadista se rindió, pese a haber declarado poco antes que lucharía junto al EIIL hasta el fin. Aun así, algunos combatientes de Liwa al-Tawhid wa al-Jihad permanecieron activos y se plegaron a un contraataque de al-Nusra, EIIL y Ansar al-Khilafa a principios de noviembre, con el fin de recapturar al-Yaarubiyah. A pesar de que los yihadistas, apoyados por Ahrar al-Sham, lograron avanzar hasta las afueras de la urbe, el asalto fue un fracaso. En las siguientes semanas al-Yaarubiyah fue reconstruida, y el 22 de noviembre de 2013 muchos de sus habitantes regresaron a sus casas.